# Henri Admirat
 (janvier 2016).
 (novembre 2015).
- Si vous ne connaissez pas le sujet, laissez ce bandeau (vous pouvez alors contacter les auteurs).
- Si vous supprimez le contenu mis en cause (vous pouvez préalablement contacter les auteurs),

argumentez précisément cette suppression dans la page de discussion
(un manque de référence n'est pas un argument ; une recherche réelle de référence doit avoir été effectuée, être formellement documentée).
Henri Admirat ou Admiral ou encore L’Admiral, né le 3 septembre 1744 à Auzolette ou à Courgoul, en Auvergne, guillotiné le 17 juin 1794 à Paris, place de la Nation, est un personnage de la Révolution française, exécuté pour avoir tenté d'assassiner le conventionnel Collot d'Herbois. 

## Biographie
Henri Admirat servit comme domestique chez le contrôleur général des finances Bertin et d'autres membres de sa famille, parmi lesquels sa sœur Mme de Belle-Isle. Ses qualités, souplesse et intelligence, conduisirent Bertin à l'envoyer à Vienne où il servit comme domestique auprès du comte de Manzy, chambellan de l'Empereur[Qui ?] et directeur de la loterie de Bruxelles, peut-être en tant qu'« honorable correspondant ». De retour à Paris, il bénéficia, précisément grâce au comte de Manzy, de recommandations importantes pour entrer à la Loterie royale, dans le quartier du Palais-Royal. Ayant perdu son épouse, qu'il traitait mal dit-on, il prit en 1791 un logement en location dans un bel immeuble neuf situé rue Favart, où logeait également le futur conventionnel Collot d'Herbois, membre du club des Cordeliers.
Ses opinions sont difficiles à connaître mais il n'avait pas la réputation d'un mauvais patriote au sein de sa section.

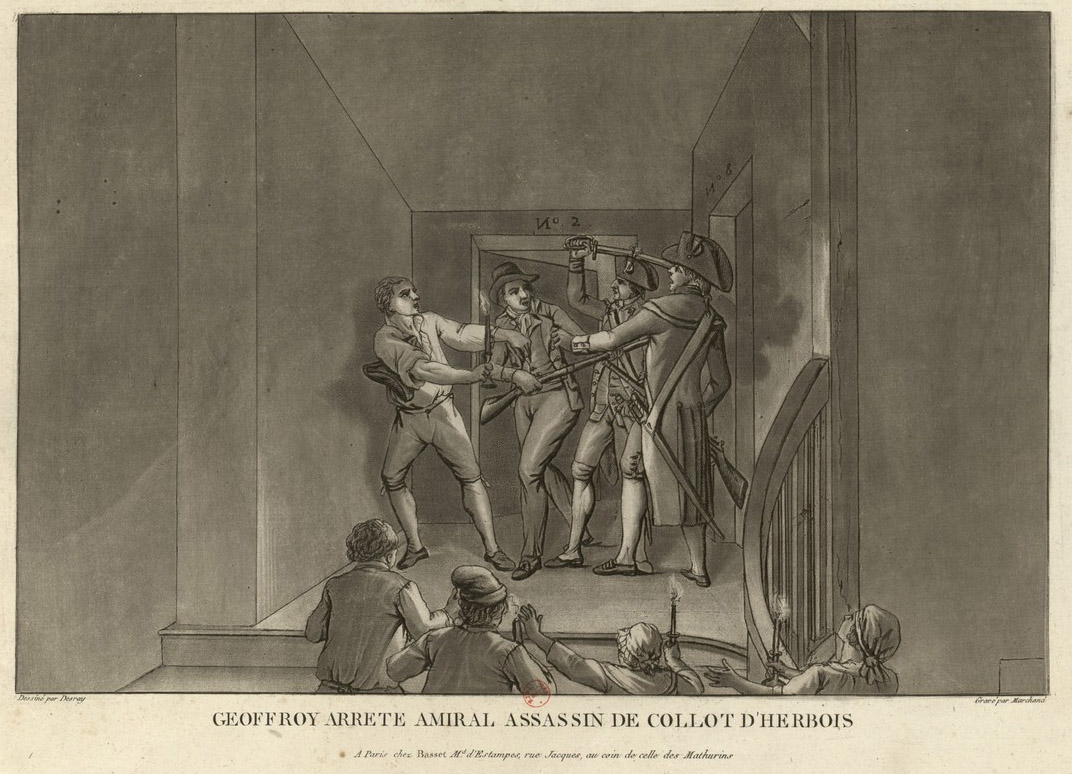
Arrestation de Henri Ladmiral à la suite de sa tentative d'assassinat de Jean-Marie Collot d'Herbois (Paris, BnF, département des estampes et de la photographie, 1794).

## Complot
Le 3 prairial an II (22 mai 1794), il serait parti à la recherche de Robespierre pour, dit-on, l'assassiner avec des pistolets et de la poudre de mauvaise qualité qui lui avaient été vendus une semaine plus tôt par le commissaire de sa section, le citoyen Thomé, un ami et obligé de Collot d'Herbois. Amoureux d'une dame Marie-Suzanne de Lamartinière qui se vantait auprès de lui de connaître certains membres des comités — assurément Barère — il n'était pas dans son état normal, aux dires de témoins qui le rencontrèrent dans les cafés du quartier. Pris de boisson en fin de soirée, il attendit dans sa cage d'escalier, rue Favart, le retour de Collot d'Herbois, sur lequel il tira sans le blesser, les pistolets faisant long feu. L'affaire est présentée  le lendemain par Barère à la Convention comme un horrible attentat au cours duquel un « policier » nommé Julien-Louis Geoffroy avait même été blessé et évacué. L'académicien et auteur dramatique Antoine-Vincent Arnault, chargé plus tard de rédiger les « mémoires » de l'empereur Napoléon, prétend que le « brave Geoffroy » était un affidé qui, en fait, n'avait jamais été blessé.
La théorie d'un « faux attentat » suscité par le Comité de sûreté générale a été avancée par Arnaud de Lestapis, puis reprise par Olivier Blanc, sans convaincre l'historien Michel Biard. Ce dernier observe que cette théorie, « séduisante pour mieux comprendre les événements de Thermidor », souffre « du peu de fiabilité des sources sur lesquelles elle repose. »
Arrêté, placé au secret, Admirat fut peu après déféré avec Mme de Lamartinière, devenue un témoin encombrant, et beaucoup d'autres personnes dont Cécile Renault au Tribunal révolutionnaire qui jugeait selon une procédure où le prévenu ne pouvait, en deux minutes, ne répondre que par oui ou par non. Il n'a jamais fourni d'explications en public. Ses dépositions, rédigées dans le secret du Comité de sûreté générale, organe policier et répressif du gouvernement révolutionnaire, sont à utiliser avec une extrême prudence. Le 17 juin 1794, il fut guillotiné place de la Nation revêtu de la chemise rouge des assassins et empoisonneurs ; son corps fut jeté, avec ceux de 53 autres suppliciés, dans la fosse commune, aujourd'hui dans le cimetière de Picpus.